# ميخائيل إيفانز (صحفي)
ميخائيل إيفانز (بالإنجليزية: Michael Evans)‏ هو صحفي ومصور أمريكي، ولد في 21 يونيو 1944 في سانت لويس في الولايات المتحدة، وتوفي في 1 ديسمبر 2005 في أتلانتا في الولايات المتحدة.